# Bărăgan, Sighișoara
Bărăgan este un cartier din municipiul Sighișoara. Este cunoscut ca fiind cel mai mare cartier din Sighișoara. Cartierul Bărăgan conține:
- un stadion;
- o școală primară si gimnazială;
- o grădiniță;
- fabrica Sefar;
- magazine;
- și un complex ANL.

În vremea comunismului se numea „Cartierul Târnava”. DÎn ultimii anii are o economie scăzută. Unele dintre drumuri nu sunt asfaltate. Alte case nu sunt racordate la rețeua de canalizare.

## Așezare
Cartierul Bărăgan se află în Sighișoara. Este străbătut de râul Târnava Mare.